# Campionatul Mondial al Cluburilor FIFA 2013
Campionatul Mondial al Cluburilor FIFA 2013 a fost un turneu fotbalistic care a avut loc între 11-21 decembrie 2013 în Maroc.
Bayern München a câștigat primul titlu după ce a învins Raja Casablanca cu 2-0 în finală.

## Candidate
Au fost patru țări care au candidat pentru a organiza turneele din 2013 și 2014 (aceeași gazdă pentru ambele turnee):
- Iran
- Maroc
- Africa de Sud
- Emiratele Arabe Unite (care a găzduit edițiile din 2009 și 2010 din Abu Dhabi)

## Echipe calificate
| Echipa                                       | Confederație        | Calificare                                      | Participare                          |
| Intră în semifinale                          | Intră în semifinale | Intră în semifinale                             | Intră în semifinale                  |
| -------------------------------------------- | ------------------- | ----------------------------------------------- | ------------------------------------ |
| Atlético Mineiro                             | CONMEBOL            | Câștigătoarea Copa Libertadores 2013            | 1                                    |
| Bayern München                               | UEFA                | Câștigătoarea UEFA Champions League 2012–13     | 1                                    |
| Intră în sferturile de finală                |                     |                                                 |                                      |
| Guangzhou Evergrande                         | AFC                 | Câștigătoarea AFC Champions League 2013         | 1                                    |
| Al-Ahly                                      | CAF                 | Câștigătoarea CAF Champions League 2013         | 5th (Trecut: 2005, 2006, 2008, 2012) |
| Monterrey                                    | CONCACAF            | Câștigătoarea CONCACAF Champions League 2012–13 | 3rd (Trecut: 2011, 2012)             |
| Intră în barajul pentru sferturile de finală |                     |                                                 |                                      |
| Auckland City                                | OFC                 | Câștigătoarea OFC Champions League 2012–13      | 5th (Trecut: 2006, 2009, 2011, 2012) |
| Raja Casablanca                              | CAF (Gazda)         | Câștigătoarea Botola 2012–13                    | 2nd (Trecut: 2000)                   |

## Stadioane
Stadioanele pentru Campionatul Mondial al Cluburilor FIFA 2013 sunt în Marrakech și Agadir.
| Marrakech                                   | MarrakechAgadir | Agadir                                      |
| ------------------------------------------- | --------------- | ------------------------------------------- |
| Stade de Marrakech                          | MarrakechAgadir | Stade Adrar                                 |
| 31°42′24″N 7°58′50″V / 31.70667°N 7.98056°V | MarrakechAgadir | 30°25′38″N 9°32′26″V / 30.42722°N 9.54056°V |
| Capacitate: 45.240                          | MarrakechAgadir | Capacitate: 45.480                          |
|                                             | MarrakechAgadir |                                             |

## Organizare

### Emblemă
Emblema oficială a turneului a fost dezvelită în Casablanca pe 2 septembrie 2013.

### Bilete
Vânzările de bilete au început pe 14 octombrie 2013.

### Turneul trofeului
Trofeul Campionatului Mondial al Cluburilor FIFA a fost într-un turneu care a avut loc între octombrie și decembrie 2013, care a început la Yokohama.

## Arbitraj

### Arbitri
Arbitrii desemnați pentru acest turneu sunt:
| Confederație | Arbitru                     | Arbitrii asistenți                                     |
| ------------ | --------------------------- | ------------------------------------------------------ |
| AFC          | Ali Al-Badwawi (accidentat) | Saleh Al Marzouqi (retras) Mohamed Al Mehairi (retras) |
| AFC          | Alireza Faghani             | Hassan Kamranifar Reza Sokhandan                       |
| CAF          | Bakary Gassama              | Angesom Ogbamariam Felicien Kabanda (injured)          |
| CAF          | Néant Alioum (rezervă)      | Evarist Menkouande (rezervă) Peter Edibi (rezervă)     |
| CONCACAF     | Mark Geiger                 | Sean Mark Hurd Joe Fletcher                            |
| CONMEBOL     | Sandro Ricci                | Emerson De Carvalho Marcelo Van Gasse                  |
| UEFA         | Carlos Velasco Carballo     | Roberto Alonso Fernández Juan Carlos Yuste Jiménez     |

### Tehnologia pe linia porții
Pentru al doilea an consecutiv, tehnologia pe linia porții este folosită în acest turneu. GoalControl GmbH a fost ales pentru a furniza această tehnologie.

### Spray cu spumă temporară
În urma folosirii cu succes la Campionatul Mondial de Fotbal 2013 sub 20 și la Campionatul Mondial de Fotbal 2013 sub 17, FIFA a aprobat spray-ul cu spumă temporară pentru a fi folosit în cadrul acestui turneu.

## Meciuri
Tragerea la sorți a avut loc pe 9 octombrie 2013 ora locală , la Hotelul La Mamounia în Marrakech, pentru a decide poziția în tablou pentru cele trei echipe care intră în sferturile de finală (campioanele AFC CAF și CONCACAF).
Dacă un meci se termină la egalitate după 90 de minute:
- Pentru meciurile eliminatorii, se joacă prelungiri. Dacă scorul este egal după prelungiri se execută penaltiuri pentru a determina câștigătoarea.
- Pentru meciurile pentru locurile cinci și trei nu se joacă prelungiri se trece direct la penaltiuri pentru a determina câștigătoarea.

|  | Play-off                | Play-off                |                         |                      | Sferturi             | Sferturi             |             |             | Semifinale | Semifinale |  |  | Finala                  | Finala                  |
|  | 11 December – Agadir    |                         |                         |                      |                      |                      |             |             |            |            |  |  |                         |                         |
|  | Raja Casablanca         | 2                       |                         |                      | 14 December – Agadir | 14 December – Agadir |             |             |            |            |  |  |                         |                         |
|  | Raja Casablanca         | 2                       |                         |                      | 14 December – Agadir | 14 December – Agadir |             |             |            |            |  |  |                         |                         |
|  | Auckland City           | 1                       |                         |                      | Raja Casablanca d.p. | 2                    |             |             |            |            |  |  |                         |                         |
|  | Auckland City           | 1                       | 18 December – Marrakech |                      | Raja Casablanca d.p. | 2                    |             |             |            |            |  |  |                         |                         |
|  |                         |                         |                         |                      | Monterrey            | 1                    |             |             |            |            |  |  |                         |                         |
|  | Raja Casablanca         | 3                       |                         |                      | Monterrey            | 1                    |             |             |            |            |  |  |                         |                         |
|  | Raja Casablanca         | 3                       |                         |                      |                      |                      |             |             |            |            |  |  |                         |                         |
|  |                         |                         | Atlético Mineiro        | 1                    |                      |                      |             |             |            |            |  |  |                         |                         |
|  |                         |                         | Atlético Mineiro        | 1                    |                      |                      |             |             |            |            |  |  |                         |                         |
|  |                         |                         | 21 December – Marrakech |                      |                      |                      |             |             |            |            |  |  |                         |                         |
|  |                         |                         |                         |                      |                      |                      |             |             |            |            |  |  |                         |                         |
|  | Raja Casablanca         | 0                       |                         |                      |                      |                      |             |             |            |            |  |  |                         |                         |
|  | Raja Casablanca         | 0                       | 14 December – Agadir    |                      |                      |                      |             |             |            |            |  |  |                         |                         |
|  |                         | Bayern München          | 2                       |                      |                      |                      |             |             |            |            |  |  |                         |                         |
|  |                         |                         | 2                       | Guangzhou Evergrande | 2                    |                      |             |             |            |            |  |  |                         |                         |
|  | 17 December – Agadir    |                         |                         | Guangzhou Evergrande | 2                    |                      |             |             |            |            |  |  |                         |                         |
|  |                         | Al-Ahly                 | 0                       |                      |                      |                      |             |             |            |            |  |  |                         |                         |
|  | Guangzhou Evergrande    | Al-Ahly                 | 0                       | 0                    |                      |                      |             |             |            |            |  |  |                         |                         |
|  | Guangzhou Evergrande    | Meciul pentru locul 5   | Meciul pentru locul 5   | 0                    |                      |                      | Finala mică | Finala mică |            |            |  |  |                         |                         |
|  |                         | Meciul pentru locul 5   | Meciul pentru locul 5   |                      | Bayern München       | 3                    | Finala mică | Finala mică |            |            |  |  |                         |                         |
|  | Monterrey               | 5                       | Atlético Mineiro        | 3                    | Bayern München       | 3                    |             |             |            |            |  |  |                         |                         |
|  | Monterrey               | 5                       | Atlético Mineiro        | 3                    |                      |                      |             |             |            |            |  |  |                         |                         |
|  | Al-Ahly                 | 1                       | Guangzhou Evergrande    | 2                    |                      |                      |             |             |            |            |  |  |                         |                         |
|  | Al-Ahly                 | 1                       | Guangzhou Evergrande    | 2                    |                      |                      |             |             |            |            |  |  |                         |                         |
|  | 18 December – Marrakech | 18 December – Marrakech |                         |                      |                      |                      |             |             |            |            |  |  | 21 December – Marrakech | 21 December – Marrakech |

All times Western European Time (UTC±0).

### Barajul pentru sferturile de finală
| Raja Casablanca         | 2–1    | Auckland City |
| ----------------------- | ------ | ------------- |
| Iajour 39' Hafidi 90+2' | Raport | Krishna 63'   |

### Sferturi de finală
| Guangzhou Evergrande  | 2–0    | Al-Ahly |
| --------------------- | ------ | ------- |
| Elkeson 49' Conca 67' | Raport |         |

| Raja Casablanca      | 2–1 (d.p.) | Monterrey   |
| -------------------- | ---------- | ----------- |
| Chtibi 24' Guehi 95' | Raport     | Basanta 53' |

### Semifinale
| Guangzhou Evergrande | 0–3    | Bayern München                     |
| -------------------- | ------ | ---------------------------------- |
|                      | Raport | Ribéry 40' Mandžukić 44' Götze 47' |

| Raja Casablanca                              | 3–1    | Atlético Mineiro |
| -------------------------------------------- | ------ | ---------------- |
| Iajour 51' Moutouali 84' (pen.) Mabidé 90+4' | Raport | Ronaldinho 63'   |

### Meciul pentru locul cinci
| Al-Ahly   | 1–5    | Monterrey                                              |
| --------- | ------ | ------------------------------------------------------ |
| Moteab 8' | Raport | Cardozo 3' Delgado 22', 65' López 27' Suazo 45' (pen.) |

### Meciul pentru locul trei
| Guangzhou Evergrande        | 2–3    | Atlético Mineiro                              |
| --------------------------- | ------ | --------------------------------------------- |
| Muriqui 9' Conca 15' (pen.) | Raport | Diego Tardelli 2' Ronaldinho 45+1' Luan 90+1' |

### Finala
| Bayern München      | 2–0    | Raja Casablanca |
| ------------------- | ------ | --------------- |
| Dante 7' Thiago 22' | Raport |                 |

## Marcatori
| Locul | Jucător            | Echipa               | Goluri |
| ----- | ------------------ | -------------------- | ------ |
| 1     | Ronaldinho         | Atlético Mineiro     | 2      |
| 1     | Darío Conca        | Guangzhou Evergrande | 2      |
| 1     | César Delgado      | Monterrey            | 2      |
| 1     | Mouhcine Iajour    | Raja Casablanca      | 2      |
| 5     | Emad Moteab        | Al-Ahly              | 1      |
| 5     | Diego Tardelli     | Atlético Mineiro     | 1      |
| 5     | Luan               | Atlético Mineiro     | 1      |
| 5     | Roy Krishna        | Auckland City        | 1      |
| 5     | Dante              | Bayern München       | 1      |
| 5     | Mario Götze        | Bayern München       | 1      |
| 5     | Mario Mandžukić    | Bayern München       | 1      |
| 5     | Franck Ribéry      | Bayern München       | 1      |
| 5     | Thiago             | Bayern München       | 1      |
| 5     | Elkeson            | Guangzhou Evergrande | 1      |
| 5     | Muriqui            | Guangzhou Evergrande | 1      |
| 5     | José María Basanta | Monterrey            | 1      |
| 5     | Neri Cardozo       | Monterrey            | 1      |
| 5     | Leobardo López     | Monterrey            | 1      |
| 5     | Humberto Suazo     | Monterrey            | 1      |
| 5     | Chemseddine Chtibi | Raja Casablanca      | 1      |
| 5     | Kouko Guehi        | Raja Casablanca      | 1      |
| 5     | Abdelilah Hafidi   | Raja Casablanca      | 1      |
| 5     | Vianney Mabidé     | Raja Casablanca      | 1      |
| 5     | Mouhcine Moutouali | Raja Casablanca      | 1      |

## Turneu

### Clasamentul final
| Poz | Echipa               | Confederație | MJ | V | E | Î | GM | GP | DG |
| --- | -------------------- | ------------ | -- | - | - | - | -- | -- | -- |
| 1   | Bayern München       | UEFA         | 2  | 2 | 0 | 0 | 5  | 0  | +5 |
| 2   | Raja Casablanca      | CAF          | 4  | 3 | 0 | 1 | 7  | 5  | +2 |
| 3   | Atlético Mineiro     | CONMEBOL     | 2  | 1 | 0 | 1 | 4  | 5  | −1 |
| 4   | Guangzhou Evergrande | AFC          | 3  | 1 | 0 | 2 | 4  | 6  | −2 |
| 5   | Monterrey            | CONCACAF     | 2  | 1 | 0 | 1 | 6  | 3  | +3 |
| 6   | Al-Ahly              | CAF          | 2  | 0 | 0 | 2 | 1  | 7  | −6 |
| 7   | Auckland City        | OFC          | 1  | 0 | 0 | 1 | 1  | 2  | −1 |

Note: As per statistical convention in football, matches decided in extra time are counted as wins and losses, while matches decided by penalty shoot-outs are counted as draws.

### Premii
| Balonul de Aur                 | Balonul de Argint             | Balonul de Bronz                  |
| ------------------------------ | ----------------------------- | --------------------------------- |
| Franck Ribéry (Bayern München) | Philipp Lahm (Bayern München) | Mouhcine Iajour (Raja Casablanca) |
| Premiul FIFA Fair Play         |                               |                                   |
| Bayern München                 |                               |                                   |

## Legături externe
- Site web oficial